# Marie Stuart (opera)
Marie Stuart är en Grand Opéra i fem akter med musik av Louis Niedermeyer till libretto av Théodor Anne löst baserat på händelser i Maria Stuarts liv. Den hade premiär på Théâtre de l'Académie Royale de Musique i Paris den 6 december 1844 med Rosine Stoltz i titelrollen.

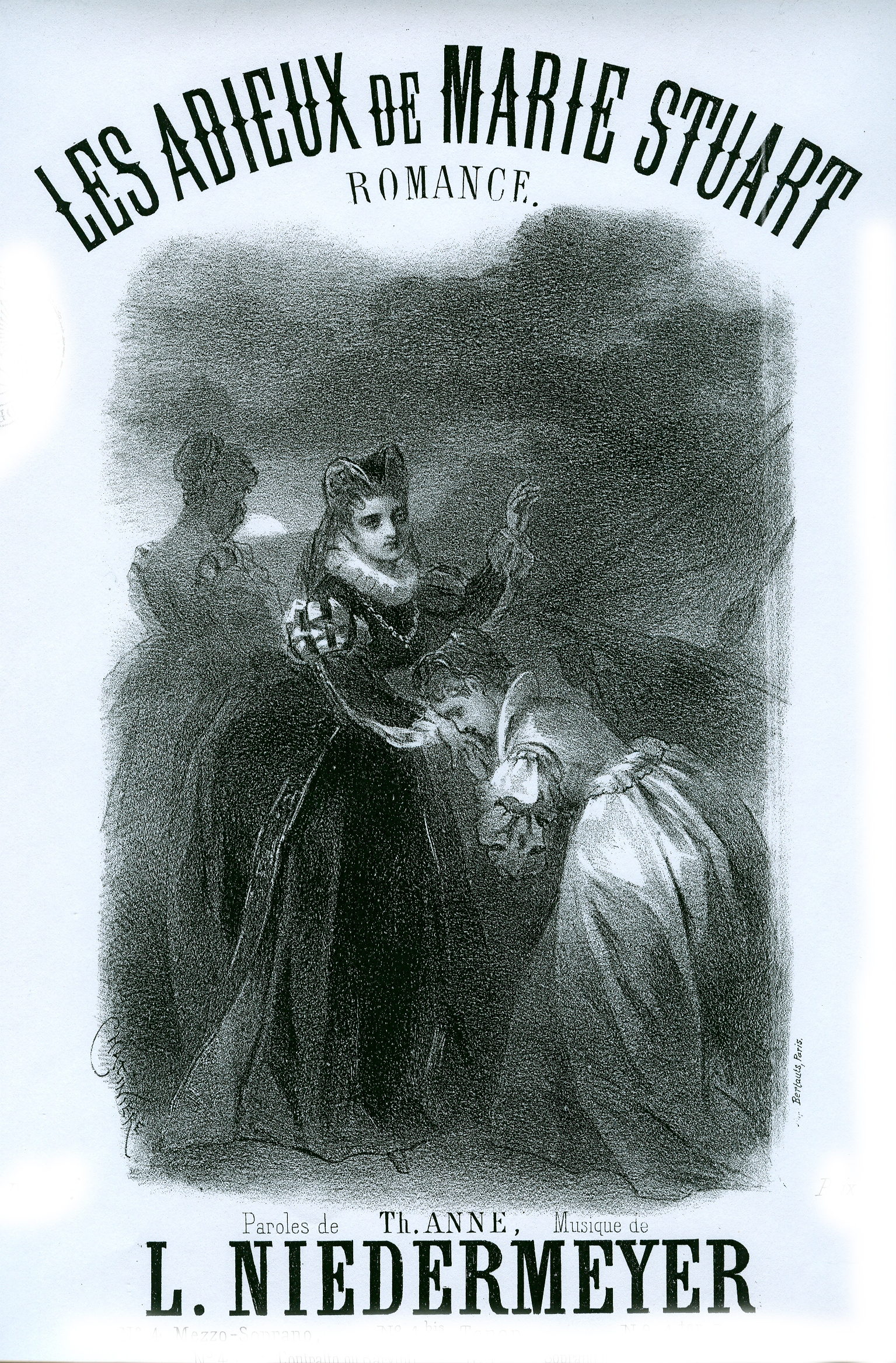
Framsida till klaverutdraget av arian "Les adieux de Marie Stuart".

## Historia
Marie Stuart var Niedermeyers fjärde opera och hans andra inom genren grand opéra. Även om vissa källor, som till exempel Garo (2011), har skrivit att librettot bygger på Friedrich Schillers 1800-talspjäs Maris Stuart, förekommer denna proveniens inte i det publicerade librettot från 1845 eller i det synopsis utgivet 1844, och operan är helt olik pjäsen. Schillers pjäs skildrar endast de två sista dagarna i Maria Stuarts liv medan operan spänner över en period mellan 1561 och 1587 där miljöerna pendlar mellan Frankrike och Skottland och slutligen England. Niedermeyer komponerade musiken på mindre ett år och operan hade premiär den 6 december med kung Ludvig Filip i publiken. Uppsättningen designades av Philastre Charles-Antoine Cambon och regisserades av Jean Coralli, som även koreograferade balettens divertissement i akt 3. Baletten, med Adèle Dumilâtre i huvudrollen, iscensattes som en föreställning i närvaro av Maria Stuart i sin palats. Likt många andra baletter från tiden tjänade den också som en dramatisk höjdpunkt i operan. Dess tema med Esters seger över drottning Vasti speglar Maria Stuarts hopp om seger över drottning Elisabet I.
Efter premiären blev Niedermeyer utnämnd till riddare av Franske Hederslegionen, men Marie Stuart hade endast en blygsam framgång. Den förblev i repertoaren på Parisoperan med några strykningar ända fram till 1846 varefter den glömdes bort. Den fick emellertid en nypremiär i Stuttgart 1877 (framförd i tysk översättning) och utdrag från verket framfördes av Zürich Opera 2002 på Festival della Valle d'Itria i Italien.

## Personer
| Roller                                                                | Röststämma  | Premiärbesättning 6 december 1844 |
| --------------------------------------------------------------------- | ----------- | --------------------------------- |
| Marie Stuart                                                          | mezzosopran | Rosine Stoltz                     |
| Earl of Bothwell, Marie Stuarts tredje make                           | tenor       | Italo Gardoni                     |
| James, Earl of Moray, Marie Stuarts halvbror                          | baryton     | Paul Barroilhet                   |
| Lord Ruthven                                                          | bas         | Nicolas Levasseur                 |
| Henry Stuart, lord Darnley, Marie Stuarts andre make                  | bas         | Armando Latour                    |
| Elisabet, Drottning av England                                        | sopran      | Julie Dorus-Gras                  |
| Cecil, Baron Burghley, Drottning Elisabets minister                   | bas         | Jacques-Émile Serda               |
| David Rizzio, Marie Stuarts privatsekreterare                         |             | Martin                            |
| George Douglas, Marie Stuarts page                                    | sopran      | Marie-Dolorès Nau                 |
| Sir Hamilton, guvernör av Loch Leven Castle                           | baryton     | Ferdinand Prévôt                  |
| Robert Melville, förvaltare av Marie Stuarts palats                   | baryton     | Canaple                           |
| Lord Seyton, en av Marie Stuarts förtrogna                            | bas         | Louis-Henri Obin                  |
| Randolph, en engelsk officer                                          |             | Molinier                          |
| Earl of Morton                                                        | bas         | Brémont                           |
| Mary Fleming, Marie Stuarts hovdam                                    |             | Éléonore Duclos                   |
| Anna Kennedy, Marie Stuarts sällskapsdam                              | mezzosopran | Sophie Méquillet                  |
| Douglas, en skotsk lord                                               |             | Octave                            |
| Huntley, en skotsk lord                                               | bas         | Joseph Menghis                    |
| Athol, en skotsk lord                                                 | bas         | Jacques-Émile Serda               |
| Gordon, en skotsk lord                                                |             | Koenig                            |
| Skotska och engelska lorder, soldater, folk i Frankrike och Skottland |             |                                   |